# NWA Austra-Asian Tag Team Championship
L'NWA Austra-Asian Tag Team Championship è stato un titolo di wrestling promosso dalla federazione australiana World Championship Wrestling, affiliata alla National Wrestling Alliance.
Il titolo fu attivo dal 1972 al 1978, quando fu disattivato con la chiusura della federazione.

## Storia
La World Championship Wrestling si affiliò alla National Wrestling Alliance nel 1969, ma in un primo periodo continuò a riconoscere come titolo della divisione tag la versione australiana dell'IWA World Tag Team Championship. Quando questo fu disattivato nel 1971, il territorio introdusse il suo Austra-Asian Tag Team Championship. 
Il titolo rimase attivo fino al 1978, quando il territorio australiano terminò le attività.

## Albo d'oro
| Legenda  |                                                                               |
| -------- | ----------------------------------------------------------------------------- |
| #        | Indica il numero del regno titolato                                           |
| Regno    | Viene indicato il numero del regno del campione                               |
| Data     | La data in cui il titolo è stato vinto                                        |
| Località | Indica il luogo in cui il titolo è stato vinto                                |
| Note     | Indica notizie particolari riguardanti i cambi di titolo o altre informazioni |

| #  | Campione                                  | Regno | Data             | Giorni | Località                     | Evento     | Note | Fonti |
| -- | ----------------------------------------- | ----- | ---------------- | ------ | ---------------------------- | ---------- | --- | ----- |
| 1  | Jimmy Golden e Dennis McCord              | 1     | 2 dicembre 1972  | --     | Melbourne, Victoria          | House show | In un torneo per decretare i campioni inaugurali, sconfiggendo in finale Brute Bernard e Gary Hart.         |       |
| 2  | Don Carson e Dick Dunn                    | 1     | gennaio 1973     | --     | --                           | House show | Vincendo il titolo d'ufficio a causa di un infortunio subito da Golden.                                     |       |
| 3  | Bob Griffin e Dale Lewis                  | 1     | 2 marzo 1973     | 7      | Sydney, Nuovo Galles del Sud | House show | |       |
| 4  | Don Carson e Dick Dunn                    | 2     | 9 marzo 1973     | 21     | Sydney, Nuovo Galles del Sud | House show | |       |
| 5  | Ron Miller e Larry O'Dea                  | 1     | 30 marzo 1973    | 44     | Sydney, Nuovo Galles del Sud | House show | |       |
| 6  | Hiro Tojo e Waldo Von Erich               | 1     | 13 maggio 1973   | --     | Sydney, Nuovo Galles del Sud | House show | | [ 3 ] |
| 7  | Spiros Arion e Mark Lewin                 | 1     | luglio 1973      | --     | --                           | House show | |       |
| 8  | Hiro Tojo (2) e Hito Tojo                 | 1     | 19 ottobre 1973  | 112    | Sydney, Nuovo Galles del Sud | House show | |       |
| 9  | Ron Miller e Larry O'Dea                  | 2     | 8 febbraio 1974  | --     | Sydney, Nuovo Galles del Sud | House show | |       |
| —  | Vacante                                   | —     | 1974             | —      | —                            | —          | Il titolo fu reso vacante in seguito ad un infortunio subito da Miller.                                     |       |
| 10 | Pat Barrett e Tony Kontellis              | 1     | 5 aprile 1974    | 14     | Sydney, Nuovo Galles del Sud | House show | In un torneo per riassegnare il titolo vacante.                                                             |       |
| 11 | Mr. Wrestling e Bobby Shane               | 1     | 19 aprile 1974   | 77     | Sydney, Nuovo Galles del Sud | House show | |       |
| 12 | Ron Miller e Larry O'Dea                  | 3     | 5 luglio 1974    | 308    | Sydney, Nuovo Galles del Sud | House show | |       |
| 13 | Missouri Mauler e Steve Rackman           | 1     | 9 maggio 1975    | 23     | Sydney, Nuovo Galles del Sud | House show | |       |
| 14 | Bobby Hart e Larry O'Dea (4)              | 1     | 1 giugno 1975    | 61     | Sydney, Nuovo Galles del Sud | House show | | [ 4 ] |
| 15 | Skandor Akbar e George Gouliovas          | 1     | 1 agosto 1975    | --     | Sydney, Nuovo Galles del Sud | House show | |       |
| —  | Vacante                                   | —     | 1975             | —      | —                            | —          | Il titolo fu reso vacante in seguito ad un infortunio subito da Akbar.                                      |       |
| 16 | Johnny Gray e Ron MIller (4)              | 1     | 1975             | --     | Melbourne, Victoria          | House show | In un torneo per riassegnare il titolo vacante.                                                             |       |
| 17 | Les Roberts e Hiro Tojo (3)               | 1     | marzo 1976       | --     | --                           | House show | |       |
| 18 | Johnny Gray (2) e Kevin Martin            | 1     | maggio 1976      | --     | Brisbane, Queensland         | House show | |       |
| 19 | Larry O'Dea (5) e Ed Wiskoski             | 1     | settembre 1976   | --     | --                           | House show | |       |
| 20 | Rick Martel e Larry O'Dea (6)             | 1     | 18 febbraio 1977 | --     | Sydney, Nuovo Galles del Sud | House show | |       |
| 21 | Butcher Brannigan e Bugsy McGraw          | 1     | 1977             | --     | --                           | House show | |       |
| 22 | Ron Miller (5) e Larry O'Dea (7)          | 4     | 2 maggio 1977    | 46     | Sydney, Nuovo Galles del Sud | House show | |       |
| 23 | Butcher Brannigan (2) e Killer Karl Krupp | 1     | 17 giugno 1977   | 107    | Sydney, Nuovo Galles del Sud | House show | |       |
| 24 | Bugsy McGraw (2) e Mario Milano           | 1     | 2 ottobre 1977   | --     | Sydney, Nuovo Galles del Sud | House show | |       |
| —  | Vacante                                   | —     | 1977             | —      | —                            | —          | Il titolo fu reso vacante in seguito ad un infortunio subito da Milano.                                     |       |
| 25 | Bobby Hart (2) e Larry O'Dea (8)          | 2     | 3 marzo 1978     | --     | Sydney, Nuovo Galles del Sud | House show | |       |
| —  | Vacante                                   | —     | aprile 1978      | —      | —                            | —          | Il titolo fu reso vacante quando Hart lasciò l'Australia.                                                   |       |
| 26 | Butcher Brannigan (3) e Les Roberts (2)   | 1     | agosto 1978      | --     | Papua Nuova Guinea           | House show | I due furono annunciati come vincitori di un torneo (probabilmente mai avvenuto) per riassegnare il titolo. |       |
| 27 | Mario Milano (2) e Larry O'Dea (9)        | 1     | 1 ottobre 1978   | 26     | Sydney, Nuovo Galles del Sud | House show | |       |
| 28 | Ox Baker e Butcher Brannigan (4)          | 1     | 27 ottobre 1978  | 42     | Sydney, Nuovo Galles del Sud | House show | |       |
| 29 | André the Giant e Ron Miller (6)          | 1     | 8 dicembre 1978  | --     | Sydney, Nuovo Galles del Sud | House show | |       |
| —  | Disattivato                               | —     | dicembre 1978    | —      | —                            | —          | Il titolo fu disattivato con la chiusura della federazione.                                                 |       |